# Bambao Mtsanga
Pour les articles homonymes, voir Bambao.
Bambao Mtsanga est une ville de l'union des Comores, situé sur l'île d'Anjouan.

## Démographie
En 2002, sa population est estimée à 5 067 habitants.

## Infrastructures
- Hôpital de Bambao Mtsanga